# Kokaral

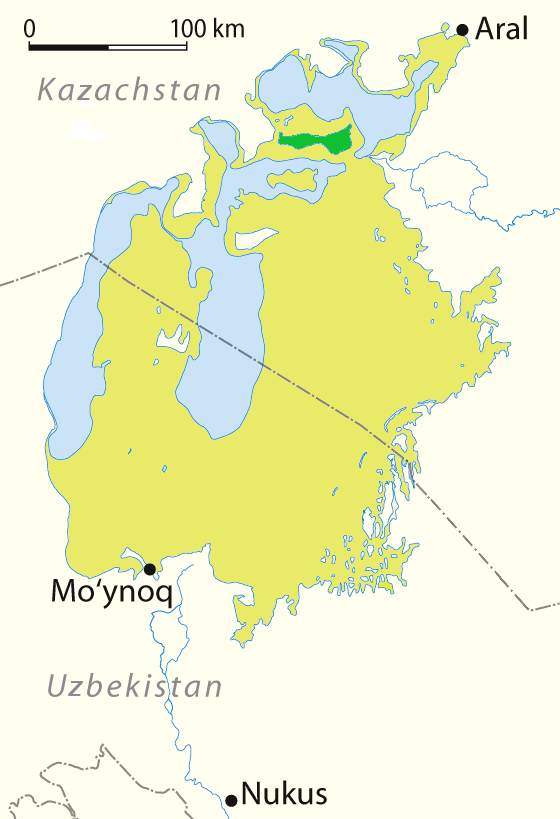
Ehemalige Kokaral-Insel (grün) am Aralsee, wie 2008, eingefärbt von Julo
Neuland (See schrumpfte zwischen 1960 und 2008) - gelb

Kokaral (Grüne Insel) war bis 1973 eine Insel in Kasachstan, im Nordteil des Aralsees. Sie besaß eine Fläche von 273 km² (1960) und ihr höchster Punkt war der 163 m hohe Daut. Auf der Nordseite lagen die Fischerdörfer Kokaral, Avan und Akbasty.
Durch die Austrocknung des Aralsees wurde sie Ende der 1960er Jahre durch Anwachsen an das Westufer zur Halbinsel. Ab 1987 war der See rund um das Kokaralgebiet so stark ausgetrocknet, dass sich auch an der Ostseite eine Landbrücke bildete und einen Isthmus schuf, der den Aral in Nordaralsee und Südaralsee teilte. 
Im Jahre 2005 wurde der Kokaral-Damm aus Beton neu errichtet. Er verhindert ein Abfließen des salzärmeren Wassers des Nordteils in den Südteil und hat so zur Erhöhung des Wasserspiegels, der Absenkung der Salinität und der Erholung der Fischbestände im Nordteil beigetragen. 
Koordinaten: 46° 11′ N, 60° 40′ O